# Head Games
Head Games é um álbum de Foreigner, lançado em 1979.